# Abgangsgruppe
Als Abgangsgruppe, Austretende Gruppe oder Fluchtgruppe bezeichnet man in der Chemie den bei einer chemischen Reaktion abgespaltenen Molekülbereich. Dabei kann es sich sowohl um einzelne Atome oder Ionen, aber vor allem Moleküle und funktionelle Gruppen handeln.
Ein Nucleofug ist eine Abgangsgruppe, die das bindende Elektronenpaar mitnimmt, z. B. Cl−. Ein Elektrofug ist eine Abgangsgruppe, die das bindende Elektronenpaar nicht mitnimmt, z. B. H+.

## Güte der Abgangsgruppe
Ob eine Abgangsgruppe abgespalten wird oder nicht, hängt maßgeblich von der Stabilität des abgespaltenen Moleküls ab (Nucleofugie). Iodwasserstoffsäure (HI) ist beispielsweise eine stärkere Säure als Chlorwasserstoffsäure (HCl); deshalb wird das Iodid-Ion normalerweise in einer Substitutionsreaktion von Chlorid-Ionen ersetzt.
Solche Abschätzungen müssen stets auch Effekte wie z. B. die Solvatation in Betracht ziehen. Bei der Finkelstein-Reaktion beispielsweise wird die Tatsache ausgenutzt, dass sich Natriumiodid (NaI) in Aceton löst, Natriumchlorid (NaCl) aber unlöslich ist, um entgegen den sonst üblichen Reaktivitäten Chlorid durch Iodid zu ersetzen.
| Abgangsgruppen geordnet nach absteigender Güte | Abgangsgruppen geordnet nach absteigender Güte    |
| ---------------------------------------------- | ------------------------------------------------- |
| R–N2+                                          | Diazoniumsalze                                    |
| R–OR'2+                                        | Oxoniumionen                                      |
| R–OSO2C4F9                                     | Nonaflat-Anion                                    |
| R–OSO2CF3                                      | Trifluormethansulfonat                            |
| R–OSO2F                                        | Fluorsulfonat                                     |
| R–OTs, R–OMs etc.                              | Tosylgruppe, Mesylgruppe und ähnliche             |
| R–I                                            | Iodide                                            |
| R–Br                                           | Bromide                                           |
| R–OH2+                                         | (Konjugierte Säure eines Alkohols)                |
| R–Cl                                           | Chloride und Carbonsäurechloride                  |
| R–OHR'+                                        | Konjugierte Säure eines Ethers                    |
| R–ONO2, R-OPO(OH)2                             | Nitrate, Phosphate und andere, anorganische Ester |
| R–SR'2+                                        | Sulfoniumverbindungen                             |
| R–NR'3+                                        | Quartäre Ammoniumverbindungen                     |
| R–F                                            | Fluoride                                          |
| R–COOR'                                        | Ester und Säureanhydride                          |
| R–NH3+                                         | Ammoniumsalze                                     |
| R–OPh                                          | Phenol                                            |
| R–OH                                           | Alkohole und Carbonsäuren                         |
| R–OR'                                          | Ether und Ester                                   |

## Beispielreaktionen
Der Begriff wird insbesondere bei Substitutionsreaktionen oder Eliminierungen verwendet.

### Substitutionen
Bei Substitutionen wird die Abgangsgruppe durch eine andere funktionelle Gruppe ersetzt. Ein Beispiel ist die Williamson-Ethersynthese nach SN2-Mechanismus. Als Beispiel ist hier die Bildung von Dimethylether aus Natriummethanolat und Iodmethan gezeigt. Das Alkoholat greift am positiv polarisierten Kohlenstoff der Methylgruppe von Iodmethan an. Iodid tritt als Abgangsgruppe aus dem Molekül aus und bildet mit Natriumionen das Salz Natriumiodid.
{\displaystyle \mathrm {\ NaOCH_{3}+CH_{3}I\longrightarrow NaI+H_{3}COCH_{3}} }
Ein weiteres Beispiel ist die nukleophile Substitution an Carbonsäurederivaten nach dem Additions-Eliminierungs-Mechanismus. Hier erfolgt der Austritt der Hydroxid-Abgangsgruppe nach einer vorherigen Addition des Nukleophils (Methanolat) und der Bildung einer tetraedrischen Zwischenstufe. Als Beispiel ist hier die Bildung von Essigsäuremethylester aus Essigsäure und Natriummethanolat gezeigt.
{\displaystyle \mathrm {\ CH_{3}COOH+NaOCH_{3}\longrightarrow Na^{+}+(CH_{3}C(OHO^{-}){-}OCH_{3})\longrightarrow NaOH+CH_{3}COOCH_{3}} }

### Eliminierungen
Bei β-Eliminierungen an Halogenalkanen (hier gezeigt an Bromethan) werden Molekülteile unter Bildung eines Olefins abgespalten.
{\displaystyle \mathrm {\ CH_{3}CH_{2}Br\longrightarrow CH_{2}{=}CH_{2}+HBr} }